# Sylvestre Stoïtchev
Alexandre Nikolaïevitch Stoïtchev, dit L’évêque Sylvestre, né le 30 mai 1980 à Odessa, URSS) est l'évêque de Bilogorodka, vicaire de la métropole de Kiev de l’Église orthodoxe d'Ukraine. 
Depuis le 21 décembre 2017, il est recteur de l’Académie théologique de Kiev. Le 5 janvier 2018, il devient responsable du vicariat sud-est de Kiev.

## Biographie
Alexandre Nikolaïevitch Stoïtchev est né le 30 mai 1980 à Odessa, en URSS dans une famille de travailleurs. De 1986 à 1997, il a étudié à l'école secondaire no 125. En 1998, il est entré au séminaire théologique d'Odessa, qu'il a validé en 2002.
En 2005, il est entré à l'Académie théologique de Moscou. Après avoir été diplômé de l'Académie théologique de Moscou, il a été recruté à l'Académie théologique et au séminaire de Kiev.
De 2006 à 2007, il a enseigné un certain nombre de disciplines théologiques à la Faculté de psychologie de l'Université orthodoxe russe de l'apôtre Jean le théologien.
Le 2 avril 2009, il est tonsuré moine avec le nom de Sylvestre par l'archevêque de Boryspil Antoine (Pakanich). Le 11 avril de la même année, il est ordonné diacre par le métropolite de Kiev et de toute l'Ukraine Vladimir (Sabodan). Le 21 mai de la même année, il est ordonné prêtre par l'archevêque Antoine de Boryspil. Le jour de la Pentecôte 2009, il a été décoré d’une croix pectorale et le 13 décembre de la même année, il est élevé au rang d'higoumène.
De 2008 à 2017, il est rédacteur responsable du site officiel de l'Académie théologique et du séminaire de Kiev et tuteur du magazine étudiant Académique Chroniqueur.
Le 26 avril 2010, il a soutenu sa thèse : Vues religieuses et philosophiques de M. M. Tareev.
Le 1er mai 2013, il est élevé au rang d'archimandrite. Le 23 octobre 2014, il est inclus dans la présence interconciliaire de l'Église orthodoxe russe par la décision du Saint-Synode de l'Église orthodoxe russe.
De 2013 au 21 décembre 2017, il occupe le poste de vice-recteur pour l'enseignement et le travail méthodique dans les écoles théologiques de Kiev.
Il est membre de la Commission théologique et canonique au Saint-Synode de l'Église orthodoxe ukrainienne.
Depuis 2014, il est chef adjoint de la Commission pour la canonisation des saints du diocèse de Kiev.

### Épiscopat
Le 21 décembre 2017, par la décision du Saint-Synode de l'Église orthodoxe ukrainienne, il est nommé au poste de recteur de l'Académie et du séminaire théologique de Kiev et élu évêque de Bilogorodka, vicaire de la métropole de Kiev.
Le 23 décembre de la même année, il est nommé évêque dans l'église « Réfectoire de Saints Antoine et Théodose » dans la Laure des Grottes de Kiev. 
Le 24 décembre 2017, le primat de l'Église orthodoxe ukrainienne, métropolite de Kiev et de toute l'Ukraine Onuphre (Berezovsky), a été à la tête de la consécration de l’archimandrite Sylvestre (Stoïtchev) où il devient l’évêque de Bilogorodka, vicaire de la métropole de Kiev, au cours de la Divine Liturgie dans l'église « Réfectoire de Saints Antoine et Théodose » dans la Laure des Grottes de Kiev[incompréhensible]. 
La consécration épiscopale a été également assistée par le gouverneur de la Laure, le métropolite de Vyshgorode et Tchernobyl Paul (Lebed), par le président du Département des relations extérieures de l’Église Orthodoxe ukrainienne, métropolitaine de Louhansk et Alchevsk Mitrofan (Yurchuk), par le chancelier de l'Église orthodoxe ukrainienne métropolite de Boryspil et Brovary Anthoine (Pakanich), par l’archevêque de Lviv et Galice Filaret (Kycherov), par l’archevêque  de Boyarka Théodose (Snigirev), par l’évêque de Berdyansk et Prymorsk Ephraim  (Yarinko), par l’évêque de Borodyansk Barsanuphe (Stoliar), par l’évêque de Voznessensk et Pervomaïsk Alexey (Shpakov), par l’évêque de Youjne Diodore (Vasilchuk), par l’évêque de Gostomel Tikhon (Sofiychuk) et par l’évêque de Barychivka Victor (Kotsaba).